# Reprezentacja Niemiec na Mistrzostwach Europy w Wioślarstwie 2007
Reprezentacja Niemiec na Mistrzostwach Europy w Wioślarstwie 2007 liczyła 29 sportowców. Najlepszymi wynikami było 1. miejsce w dwójce bez sternika kobiet.

## Medale

### Złote medale
dwójka bez sternika (M2-): Lenka Wech, Maren Derlien

### Srebrne medale
czwórka bez sternika (M4-): Fokke Beckmann, Richard Schmidt, Sebastian Schmidt, Kristof Wilke
ósemka (W8+): Josephine Wartenberg, Marlene Sinnig, Sonja Ziegler, Katrin Reinert, Kerstin Naumann, Nadine Schmutzler, Nina Wengert, Silke Günther, Annina Ruppel

### Brązowe medale
dwójka podwójna (M2x): Eric Knittel, Tim Bartels
czwórka podwójna (W4x):' Sophie Dunsing, Julia Richter, Judith Aldinger, Lena Moebus

## Wyniki

### Konkurencje mężczyzn
- jedynka (M1x): Daniel Makowski – 5. miejsce
- dwójka bez sternika (M2-): Jan Müller, Falk Müller – 5. miejsce
- dwójka podwójna (M2x): Eric Knittel, Tim Bartels – 3 miejsce
- dwójka podwójna wagi lekkiej (LM2x): Moritz Koch, Christoph Schregel – 5 miejsce
- czwórka bez sternika (M4-): Fokke Beckmann, Richard Schmidt, Sebastian Schmidt, Kristof Wilke – 2. miejsce

### Konkurencje kobiet
- jedynka (W1x): Juliane Domscheit – 7. miejsce
- dwójka bez sternika (M2-): Lenka Wech, Maren Derlien – 1. miejsce
- dwójka podwójna (W2x): Anna-Theresa Kluchert, Jeannine Hennicke – 8. miejsce
- czwórka podwójna (W4x): Sophie Dunsing, Julia Richter, Judith Aldinger, Lena Moebus – 3. miejsce
- ósemka (W8+): Josephine Wartenberg, Marlene Sinnig, Sonja Ziegler, Katrin Reinert, Kerstin Naumann, Nadine Schmutzler, Nina Wengert, Silke Günther, Annina Ruppel – 2. miejsce